# Jérôme Fernandez
Jérôme Fernandez (Cenon, 1977. március 7. –) olimpiai, világ- és Európa-bajnok francia kézilabdázó, balátlövő. 390 válogatott mérkőzésen szerzett 1463 góljával ő a francia válogatottban a gólrekorder.

## Pályafutása
Pályafutása során megfordult több francia csapatban is. Játékosa volt többek között a Carbon-Blanc, a Girondins de Bordeaux HBC, a Toulouse Union HB és a Montpellier HB együtteseinek. 2002-ben Spanyolországba igazolt az FC Barcelonahoz. A katalánokkal 2003-ban az EHF-kupát, 2005-ben pedig az EHF-bajnokok ligáját sikerült megnyernie. 2008 és 2010 között a BM Ciudad Real, 2010 és 2011 között a THW Kiel játékosa volt. 2011-től négy éven át a Toulouse Handball csapatát erősítette, majd 2015-től két évig a Pays d’Aix UC játékosa. 2015-től edzősködik is, előbb a csapatánál segédedző is, majd 2016 óta vezetőedző. Játékoskarrierjével 2017-ben hagyott fel, onnantól főállású vezetőedző a Pays d’Aix UC-nál.
A francia válogatottban 1997. november 27-én mutatkozhatott be egy Csehország elleni mérkőzésen. A nemzeti csapattal az összes rangos nemzetközi-tornát sikerült megnyernie legalább egyszer. A világbajnokságot (2001, 2009, 2011, 2015) négy, az Európa-bajnokságot három alkalommal (2006, 2010, 2014) míg az olimpiát 2008-ban és 2012-ben nyerte meg.

## Sikerei

### Válogatottban
- Olimpiai bajnok: 2008, 2012
- Világbajnokság győztese: 2001, 2009, 2011, 2015
  - bronzérmes: 2003, 2005
- Európa-bajnokság győztese: 2006, 2010, 2014
  - bronzérmes: 2008

### Klubcsapatban
- Bajnokok Ligája győztes: 2005, 2009
- EHF-kupa győztes: 2003
- Francia bajnokság győztese: 2000, 2002
- Francia-kupa győztes: 1998, 2000, 2001, 2002
- Spanyol bajnokság győztese: 2003, 2006, 2009, 2010
- Spanyol-szuperkupa győztes: 2004, 2007, 2010
- Német kupa győztese: 2011